# Kürd (Qəbələ)
Kürd è un comune dell'Azerbaigian situato nel distretto di Qəbələ. Conta una popolazione di 1 335 abitanti.